# سویتتس
سویتتس (به چکی: Světec) یک منطقهٔ مسکونی در جمهوری چک است که در ناحیه تپلیتسه واقع شده‌است. سویتتس ۱۲٫۳۴ کیلومتر مربع مساحت و ۹۶۵ نفر جمعیت دارد و ۲۱۰ متر بالاتر از سطح دریا واقع شده‌است.